# Каламит
Каламиты (лат. Calamites) — род вымерших древовидных хвощей, составлявших заметную часть болотных экосистем каменноугольного периода. Семейство Каламитовые (Calamitaceae) существовало с середины раннего карбона до начала поздней перми. Относится к отделу Папоротниковидные, классу Equisetópsida, порядку Хвощевые (Equisetales). К этому же порядку принадлежит единственный существующий в настоящее время род Equisetum. В отличие от современных хвощей, которые представлены исключительно травянистыми растениями, каламиты были древовидными растениями и достигали в высоту 30-50 метров. Являются руководящими ископаемыми.

## Описание

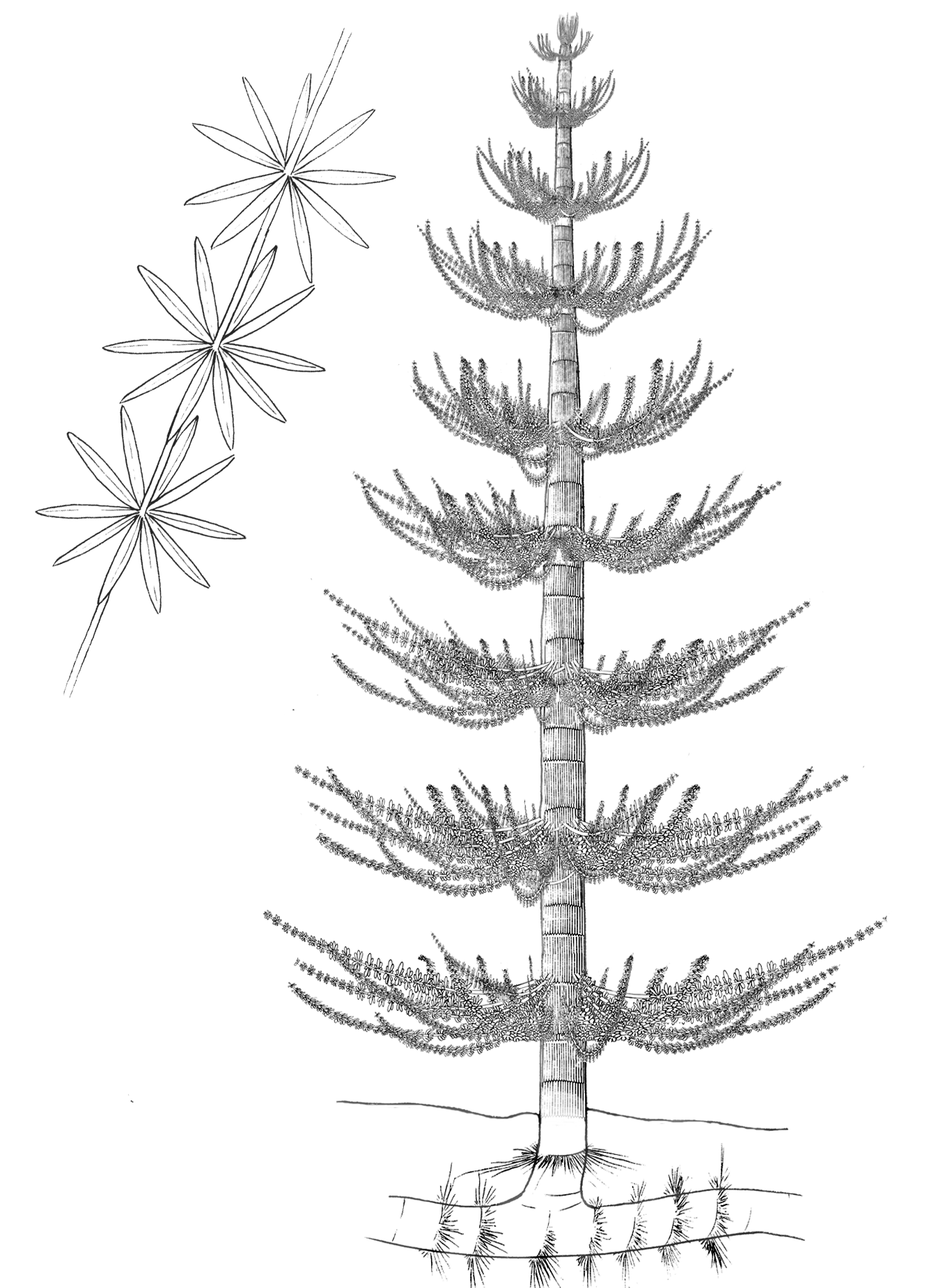
Реконструкция каламита

Каламиты имели характерные прямые стволы с вертикальными рёбрами, сегментированные внутренними перегородками. Стволы одиночные либо ветвящиеся, достигавшие одного метра в поперечнике. Стебель дифференцирован на стелу, кору и эпидерму. Стебли отличались способностью к вторичному росту в толщину, то есть образовывали древесину. Ветви собраны в мутовки, листья игольчатые, до 25 на одну мутовку. Размножались каламиты спорами; спороносящие органы, имеющие форму конусообразных шишек, также располагались в мутовках. Растения обладали разветвлёнными подземными корнями, что позволяло им лучше удерживаться в болотистой почве и давать новые побеги на значительном удалении от материнского растения. Это единственная группа древовидных растений каменноугольного периода, приспособившаяся к вегетативному размножению таким способом. Корневища каламитов в большинстве своём очень похожи по строению на стебли.

## Ископаемые
Известно около сорока видов каламитов. Их ископаемые остатки встречаются в карбоновых — нижнепермских отложениях на очень большой территории: от западных склонов Урала, до Поволжья, Восточной и Центральной Европы. За пределами Европейского континента это Корея, Китай, Суматра, США, Канада и др.. В ископаемом состоянии известны ризомы, корни, вегетативные и спороносные побеги, стробилы, листья и споры. Но чаще всего встречаются внутренние слепки центральной полости стебля. На наружной поверхности этих слепков обычно имеются продольные бороздки, маркирующие направление проводящих пучков растения. В некоторых отложениях ранней перми каламиты были главными углеобразующими растениями.

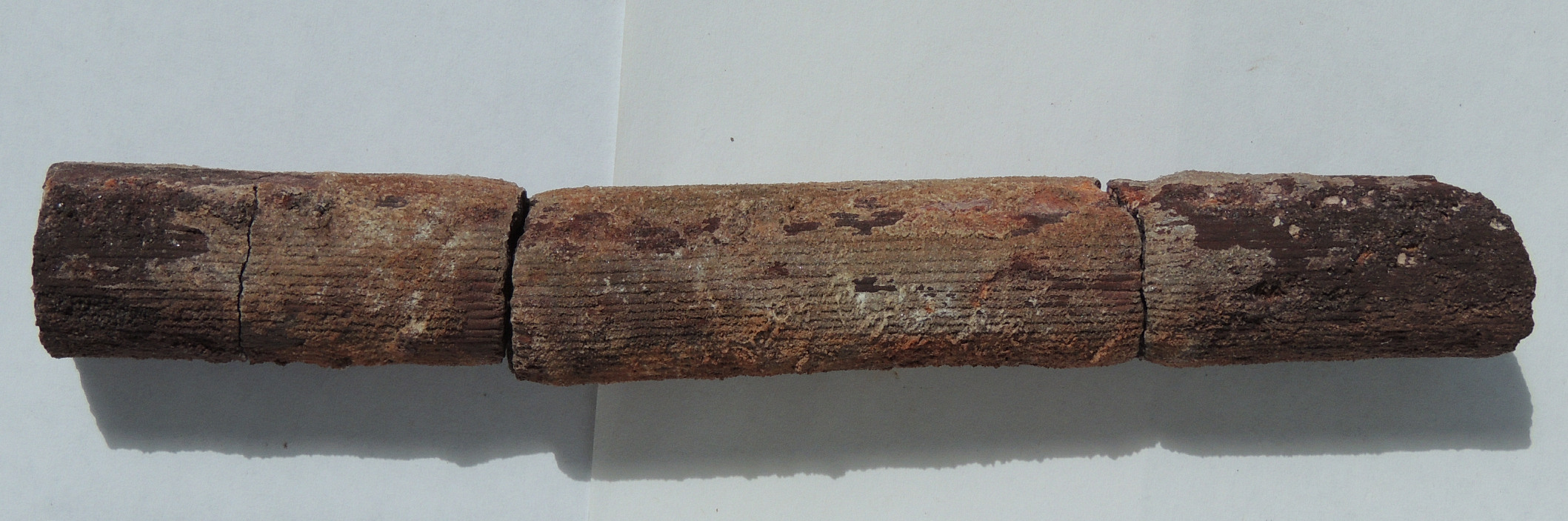
Каламит. Верхний карбон, северо-запад Ленинградской области. Внутренний слепок